# Titus Brandsma
Titus Brandsma (n. 23 februarie 1881, Bolsward⁠(d), Provincia Frizia, Țările de Jos – d. 26 iulie 1942, Lagărul de concentrare Dachau, Bavaria, Germania Nazistă) a fost un călugăr carmelit din Provincia Frizia, Țările de Jos, profesor de filosofie, critic al regimului nazist. 
A fost arestat în data de 19 ianuarie 1942 și omorât la 26 iulie 1942, printr-o injecție letală administrată în programul experimentelor naziste asupra deținuților.
A fost beatificat de papa Ioan Paul al II-lea în anul 1985 și canonizat de papa Francisc în anul 2022. 
Este sărbătorit în Biserica Catolică în data de 27 iulie.

## Activitatea
În anul 1932 a devenit rector al Universității din Nijmegen.